# Liste der Nummer-eins-Hits in Schweden (2005)
Diese Liste enthält alle Nummer-eins-Hits in Schweden im Jahr 2005. Es gab in diesem Jahr 21 Nummer-eins-Singles und 29 Nummer-eins-Alben.
| Singles | Alben |
| --- | --- |
| - Daniel Lindström – Coming true - 7 Wochen (9. Dezember 2004 – 26. Januar 2005) - Håkan Hellström – En midsommarnattsdröm - 1 Woche (27. Januar – 2. Februar) - Darin – Money for nothing - 2 Wochen (3. Februar – 16. Februar, insgesamt 4 Wochen) - Kent – Max 5000 - 1 Woche (17. Februar – 23. Februar) - Darin – Money for nothing - 2 Wochen (24. Februar – 9. März, insgesamt 4 Wochen) - Alcazar – Alcastar - 1 Woche (10. März – 16. März) - Jimmy Jansson – Vi kan gunga - 1 Woche (17. März – 23. März) - Martin Stenmarck – Las Vegas - 1 Woche (24. März – 30. März) - Nanne – Håll om mig - 1 Woche (31. März – 6. April, insgesamt 2 Wochen) - Amy Diamond – What’s in it for me - 3 Wochen (7. April – 27. April) - Nanne – Håll om mig - 1 Woche (28. April – 4. Mai, insgesamt 2 Wochen) - Schnappi – Schnappi, das kleine Krokodil - 1 Woche (5. Mai – 11. Mai, insgesamt 3 Wochen) - Kent – Palace & Main - 1 Woche (12. Mai – 18. Mai) - Schnappi – Schnappi, das kleine Krokodil - 2 Wochen (19. Mai – 1. Juni, insgesamt 3 Wochen) - Elena Paparizou – My number one - 4 Wochen (2. Juni – 29. Juni) - Lars Winnerbäck & Hovet – Stort liv - 3 Wochen (30. Juni – 20. Juli) - Crazy Frog – Axel F - 7 Wochen (21. Juli – 7. September) - James Blunt – You're beautiful - 1 Woche (8. September – 14. September, insgesamt 5 Wochen) - Darin – Step up - 1 Woche (15. September – 21. September, insgesamt 2 Wochen) - James Blunt – You're beautiful - 3 Wochen (22. September – 12. Oktober, insgesamt 5 Wochen) - Depeche Mode – Precious - 1 Woche (13. Oktober – 19. Oktober) - Darin – Step up - 1 Woche (20. Oktober – 26. Oktober, insgesamt 2 Wochen) - James Blunt – You're beautiful - 1 Woche (27. Oktober – 2. November, insgesamt 5 Wochen) - Thåström – Fanfanfan - 1 Woche (3. November – 9. November) - Kent – The hjärta & smärta EP - 1 Woche (10. November – 16. November) - Madonna – Hung Up - 4 Wochen (17. November – 14. Dezember, insgesamt 5 Wochen; → 2006) - Agnes – Right here right now (my heart belongs to you) - 5 Wochen (15. Dezember 2005 – 18. Januar 2006, insgesamt 6 Wochen; → 2006) | - Daniel Lindström – Daniel Lindström - 2 Wochen (23. Dezember 2004 – 5. Januar 2005) - The Ark – State of the Ark - 1 Woche (6. Januar – 12. Januar) - Green Day – American Idiot - 3 Wochen (13. Januar – 2. Februar, insgesamt 4 Wochen) - Wilmer X – 13 våningar upp - 1 Woche (3. Februar – 9. Februar) - Elin Sigvardsson – Smithereens - 1 Woche (10. Februar – 16. Februar) - Green Day – American Idiot - 1 Woche (17. Februar – 23. Februar, insgesamt 4 Wochen) - Darin – The Anthem - 1 Woche (24. Februar – 2. März) - Christer Sjögren – Love Me Tender - 1 Woche (3. März – 9. März) - Moneybrother – To Die Alone - 1 Woche (10. März – 16. März) - Kent – Du & jag döden - 6 Wochen (17. März – 27. April) - Bruce Springsteen – Devils and Dust - 1 Woche (28. April – 4. Mai) - Robyn – Robyn - 1 Woche (5. Mai – 11. Mai, insgesamt 2 Wochen) - Carola – Störst av allt - 1 Woche (12. Mai – 18. Mai) - Robyn – Robyn - 1 Woche (19. Mai – 25. Mai, insgesamt 2 Wochen) - System of a Down – Mezmerize - 1 Woche (26. Mai – 1. Juni) - Ulf Lundell – Högtryck - 2 Wochen (2. Juni – 15. Juni) - Coldplay – X&Y - 1 Woche (16. Juni – 22. Juni) - Foo Fighters – In Your Honor - 1 Woche (23. Juni – 29. Juni) - CajsaStina Åkerström – De vackraste orden - 3 Wochen (30. Juni – 20. Juli) - Il Divo – Il Divo - 6 Wochen (21. Juli – 31. August) - Peter LeMarc – Sjutton sånger – LeMarc sjunger LeMarc - 2 Wochen (1. September – 14. September) - The Rolling Stones – A Bigger Bang - 3 Wochen (15. September – 5. Oktober) - Darin – Darin - 2 Wochen (6. Oktober – 19. Oktober) - The Cardigans – Super Extra Gravity - 1 Woche (20. Oktober – 26. Oktober) - Depeche Mode – Playing the Angel - 1 Woche (27. Oktober – 2. November) - Robbie Williams – Intensive Care - 2 Wochen (3. November – 16. November) - Madonna – Confessions on a Dance Floor - 1 Woche (17. November – 23. November) - Thåström – Skebokvarnsv. 209 - 1 Woche (24. November – 30. November) - Son of a Plumber – Son of a Plumber - 2 Wochen (1. Dezember – 14. Dezember) - Björn Skifs – Decennier – sånger från en annan tid - 1 Woche (15. Dezember – 21. Dezember) - Agnes – Agnes - 2 Wochen (22. Dezember 2005 – 4. Januar 2006) |